# Batallón Somalia
El Batallón de Asalto de Guardias Separado “Somalia” que lleva el nombre de M. S. Tolstoi (en ruso: Отдельный гвардейский штурмовой батальон «Сомали» имени М. С. Толстых), también conocido como Batallón Somalia (en ruso: Батальон «Сомали») es una unidad militar que formó parte de las Fuerzas Armadas de la autoproclamada República Popular de Donetsk en Ucrania y que actualmente forma parte de las Fuerzas Armadas de la Federación Rusa.
La unidad está estacionada permanentemente en Donetsk y Makiivka. Su comandante actual es Timur Kurilkin.

## Historia

### Creación e incorporación a los rebeldes
El Batallón Somalia se formó en 2014 y desde entonces participa en la guerra del Dombás. El origen de su nombre no está confirmado, podría deberse a que cuando sus integrantes se alinearon por primera vez, iban vestidos con ropa variopinta y por lo tanto no parecían una fuerza de combate, sino piratas somalíes. O podría ser por el reclamo de Givi; "Son tan intrépidos como los piratas somalíes".
Originalmente era un grupo de trabajo especial bajo el Ministerio de Defensa de la República Popular de Donetsk, una autoproclamada República independiente en el Donbas, al este de Ucrania. En 2015, los Estados independientes de la República Popular de Donetsk y la República Popular de Lugansk, y todas sus unidades militares, fueron designados como organizaciones terroristas por la Corte Suprema de Ucrania.

### Implicación activa en la guerra ruso-ucraniana

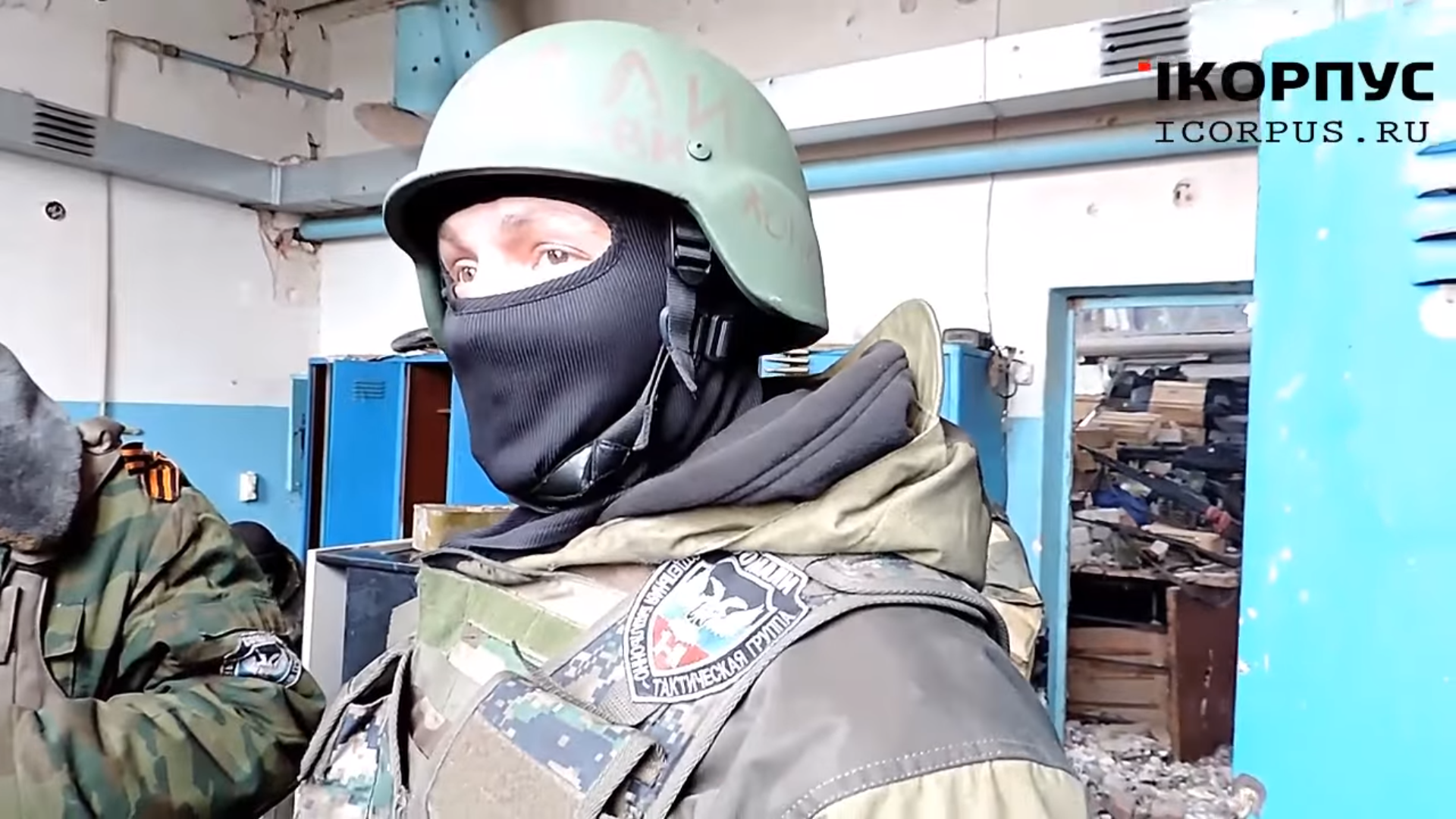
Miembros del batallón en octubre de 2014 durante la segunda batalla del Aeropuerto Internacional de Donetsk.

En febrero de 2017, el comandante de la unidad, Mikhail Tolstykh ('Givi'), fue asesinado en su oficina con un lanzacohetes RPO-A Shmel. Aunque algunas teorías sugieren que fué asesinado por internas dentro de su propio bando, investigaciones como la de los periodistas Yuriy Butusov en 2022  y Adam Entous y Michael Schwirtz en 2024  indican que fue un ejercicio de contrainteligencia realizado por el Servicio de Seguridad de Ucrania.
El batallón participó en el asedio de Mariúpol junto con las Fuerzas Armadas de Rusia durante la invasión rusa de Ucrania en 2022. En 2022, mientras era condecorado por el líder de la República Popular de Donetsk, Denis Pushilin, el teniente mayor del batallón de Somalia, Roman Vorobyov, supuestamente fue visto usando un Totenkopf (usado por la 3.a División Panzer SS y por el SS-Totenkopfverbände) y un valknut. en la insignia de su brazo; ambos símbolos están asociados con el neonazismo. La parte del video que muestra a Vorobyov se eliminó más tarde cuando se publicó en el sitio web de Denis Pushilin.

## Equipo
El batallón cuenta con tanques T-64 y T-72, vehículos blindados de combate BMP-1, BTR-70, MT-LB y BRDM-2, así como con artillería de apoyo, morteros y vehículos de transporte.